# یویوگی

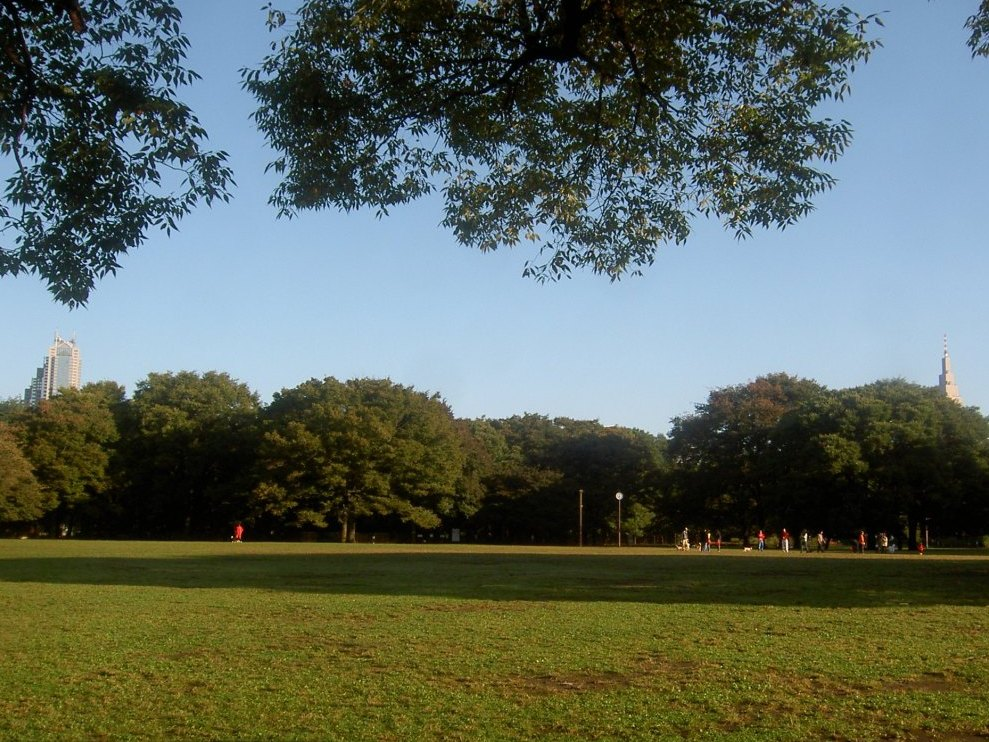
پارک یویوگی

یویوگی (به ژاپنی: 代々木 Yoyogi) یکی از محله‌های توکیو پایتخت ژاپن است که در منطقهٔ شیناگاوا واقع شده‌است. پارک یویوگی در این محله است.

## ایستگاه راه‌آهن
- جی آر، خط یامانوته، ایستگاه یویوگی
- جی آر، خط چوئو-سوبو
- متروی توئی، خط اوادو E 26